# Pexonne
Pexonne település Franciaországban, Meurthe-et-Moselle megyében. Lakosainak száma 330 fő (2022. január 1.). Pexonne Badonviller, Fenneviller, Neufmaisons, Pierre-Percée, Sainte-Pôle és Vacqueville községekkel határos.

## Népesség
A település népességének változása:
| Lakosok száma | 683  | 474  | 446  | 388  | 401  | 373  | 365  | 348  | 339  | 330  |
|               | 1968 | 1982 | 1990 | 2006 | 2013 | 2015 | 2017 | 2019 | 2020 | 2022 |